# Negroni (cocktail)
Pour les articles homonymes, voir Negroni.
Le Negroni est un cocktail à base de gin, de vermouth rouge et de Campari.  Il a été inventé à Florence (Italie) en 1919.

## Histoire
En 1919, le café « Casoni » était le lieu où la noblesse florentine allait se rencontrer le soir, avant de dîner.
Le comte Camillo Negroni avait coutume de s'y rendre et de consommer son Americano. Toutefois, le comte Negroni, qui aimait bien goûter les cocktails, était ennuyé de boire toujours le même et décida de changer. Il proposa ainsi au barman, Fosco Scarelli, de renforcer l’apéritif en utilisant les mêmes ingrédients, mais en se passant de l’eau gazeuse et en ajoutant du gin, que le comte avait découvert pendant ses voyages à Londres.
Le succès remporté par ce cocktail fut immédiat. Tous les clients du Café Casoni voulaient goûter cet « Americano avec du gin ». Le barman Fosco Scarelli eut l'idée de lui donner le nom de son inventeur, « Negroni », pour honorer le comte et pour abréger l'appellation trop longue d'« Americano avec du gin ». Ce cocktail a fait, depuis, le tour du monde et s'est imposé parmi les grands cocktails internationaux.

## Recette[2]
- 3 cl de gin
- 3 cl de campari
- 3 cl de vermouth rouge

Verser directement les ingrédients dans un verre rempli de glace. Remuer doucement et garnir d'une rondelle d'orange.
Il existe néanmoins des variantes et autres twist de la recette originale, dont une version à base d'Italicus, de gin et de vermouth dry, suivant les proportions de la recette originale. Le Boulevardier est une variante du Negroni. Sa recette prévoit l'utilisation de whisky bourbon à la place du gin.